# Хартвал арена
Хартвал арена (фин. Hartwall-areena) велика је вишенаменска арена. Она представља тзв. Ледену Халу, а налази се у Хелсинкију и отворена је 19. априла 1997.. У њој је одржана Песме Евровизије 2007. 10-12. маја 2007. године (полуфинално и финално вече). Многи познати уметници су одржавали концерте и манифестацје у Хартвалу, али такође и најексклузивније нордијске хокејашке утакмице. Позната је широм северне Европе. Арена прима од 10.000 до 15.000 људи у зависности од догађаја.
Хартвал Арена је домаћи терен хокејашког тима Јокерит и зову је Хелсиншки ледени драгуљ.